# .32-20 Winchester

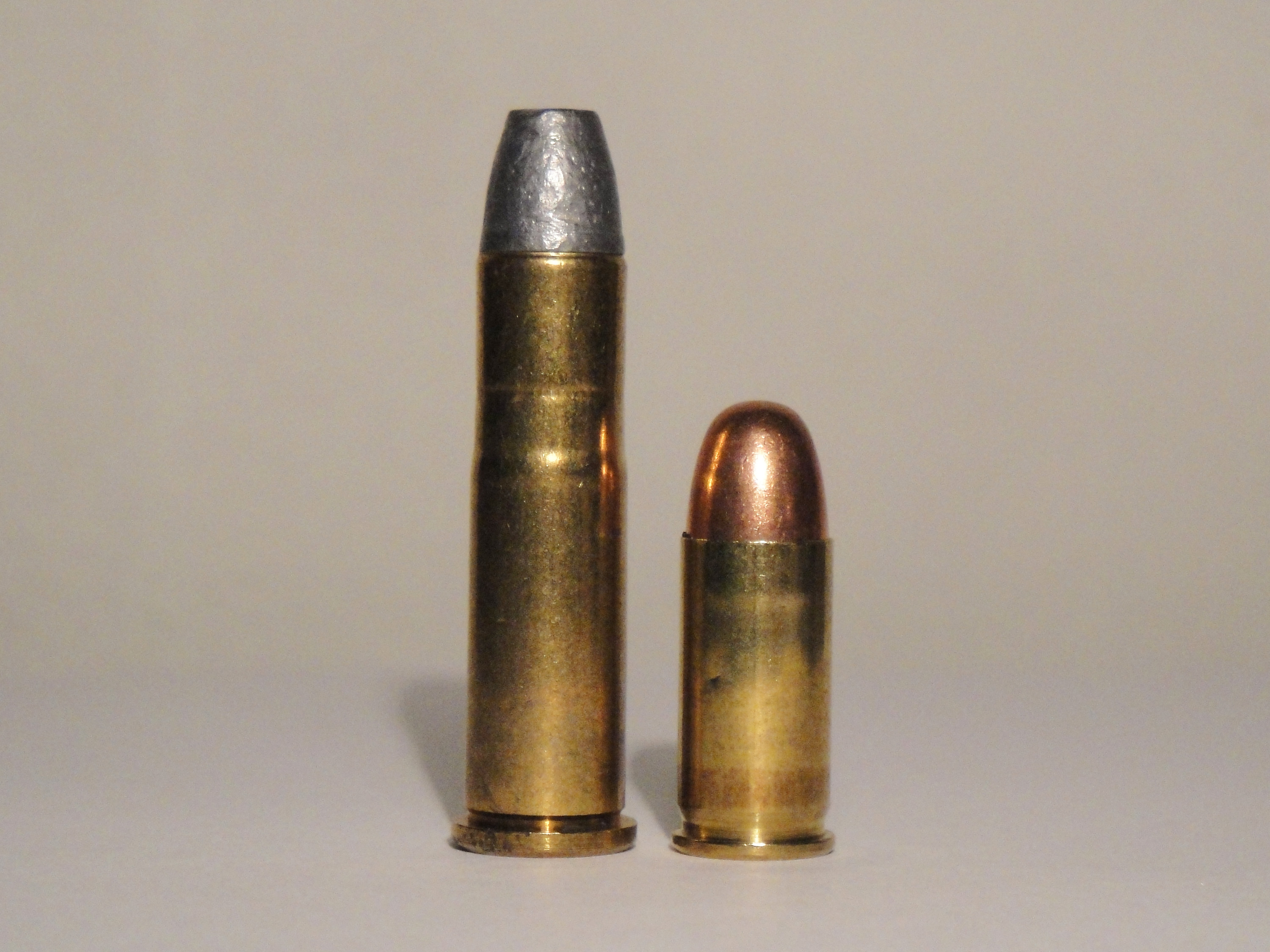
Um cartucho .32-20 Winchester (esquerda) ao lado de um .32 ACP.

O .32-20 Winchester ou simplesmente .32-20, também conhecido como .32 WCF (de Winchester Center Fire) é um cartucho de fogo central metálico que utilizava pólvora negra, desenvolvido pela Colt's Manufacturing Company em 1882. primordialmente para rifles de ação de alavanca, e voltado para caça de pequenos animais.
A Colt adaptou o seu revólver "Colt Single Action Army", de ação simples (SA), para o .32-20 Winchester, alguns anos depois.
A designação .32-20 refere-se ao projétil no calibre de 32 polegadas (813 milímetros) de diâmetro e carga padrão de 20 grãos (1,30 gramas) de pólvora negra.